# Johanniskirche (Tallinn)
Koordinaten: 59° 26′ 1,4″ N, 24° 44′ 43,6″ O

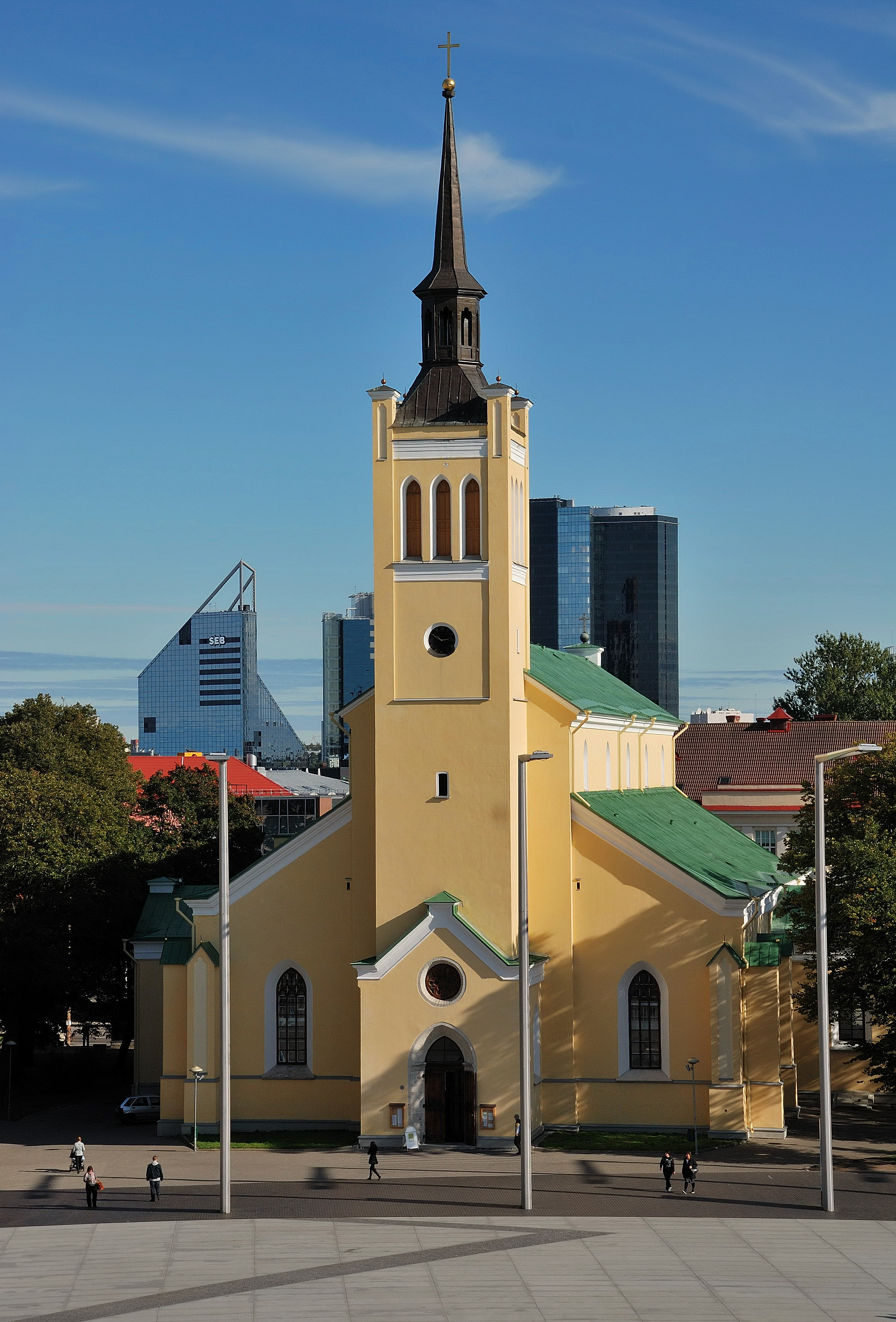
Blick vom Freiheitsplatz auf das Hauptportal

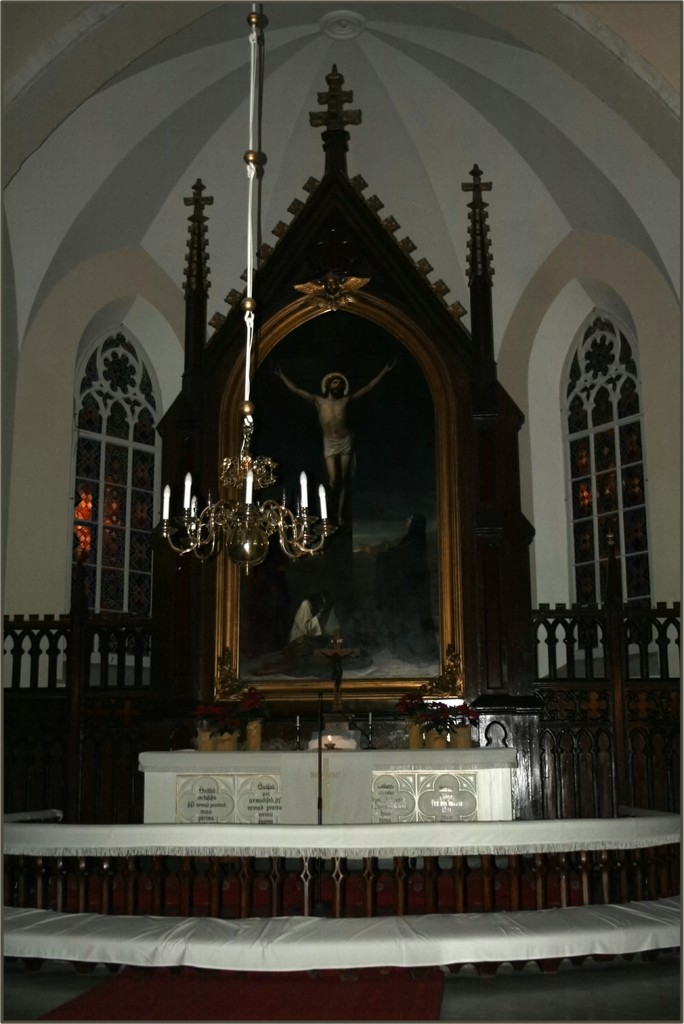
Altar

Die evangelisch-lutherische St.-Johannis-Kirche der estnischen Hauptstadt Tallinn (estnisch Tallinna Jaani kirik) befindet sich an der östlichen Seite des Freiheitsplatzes (Vabaduse väljak), am Rande der Tallinner Altstadt. Das aus der zweiten Hälfte des 19. Jahrhunderts stammende Gotteshaus im Stil der Neugotik ist nach dem Evangelisten Johannes benannt.

## Geschichte
Die ursprüngliche Kirche der estnischsprachigen evangelisch-lutherischen Kirchengemeinde der Tallinner Innenstadt war die mittelalterliche Heilig-Geist-Kirche. Sie war Mitte des 19. Jahrhunderts mit über 14.000 Gläubigen bei weitem zu klein geworden.
1851 begann eine Spendenaktion zum Bau einer evangelisch-lutherischen Kirche unmittelbar am Rande der Tallinner Altstadt. Der Baubeginn verzögerte sich dann aber um mehr als ein Jahrzehnt.
Bauherr der Johanniskirche war der Tallinner Magistrat. Die Tallinner Domgilde stellte kostenfrei ein Grundstück außerhalb der Stadtmauern am alten Stadtgraben zur Verfügung. Das Grundstück erwies sich nicht als ideal, da der Untergrund dort weich ist. Für das Fundament mussten zahlreiche Eichenstämme in den Boden gerammt werden.
Am 8. September 1862, dem 1.000 Jahrestag der Gründung des russischen Reiches, zu dem Estland damals gehörte, wurde der Grundstein für das Gotteshaus gelegt. Fünf Jahre später war die Kirche vollendet.
Am 3. Advent des Jahres 1867, dem 17. Dezember, wurde die Johanniskirche feierlich geweiht. Die neue Kirchengemeinde erhielt anlässlich ihrer Gründung zahlreiche Spenden: eine Glocke, Altarleuchter, Kronleuchter, ein Taufbecken und einen wertvollen Becher.
Die Wahl des Namens geht auf den ersten Gemeindepastor, Theodor Dietrich Wittgenstein Luther (1812–1869), zurück. Er war der Sohn des einflussreichen Ältermanns der Großen Gilde, Dietrich Martin Luther (1772–1861).

## Bau
Die Tallinner Johanniskirche ist eines der frühesten Bauten der Neugotik auf dem Gebiet des heutigen Estland. Sie wurde von dem estländischen Gouvernements-Architekten und gebürtigen Tallinner Christoph August Gabler (1820–1884) geplant. Die Arbeiten wurden von dem Steinmetz Carl Sensenberg geleitet.
Der Bau ist seit der letzten Außenrenovierung in Hellgelb gehalten. An die dreischiffige Basilika mit ihrem hohen Mittelschiff und den Lichtgaden schließt sich im Westen ein viereckiger Turm mit Zeltdach an. Im Osten liegt der eher kleine polygonale Chor. Im Norden liegt das großzügige Vorhaus, im Süden die relativ große Sakristei.
Im Innenraum verleihen die Spitzbögen dem Gebäude ein gotisches Aussehen. Charakteristisch sind auch die Fensterosetten über dem Hauptportal und im Vorhaus.

## Inneneinrichtung

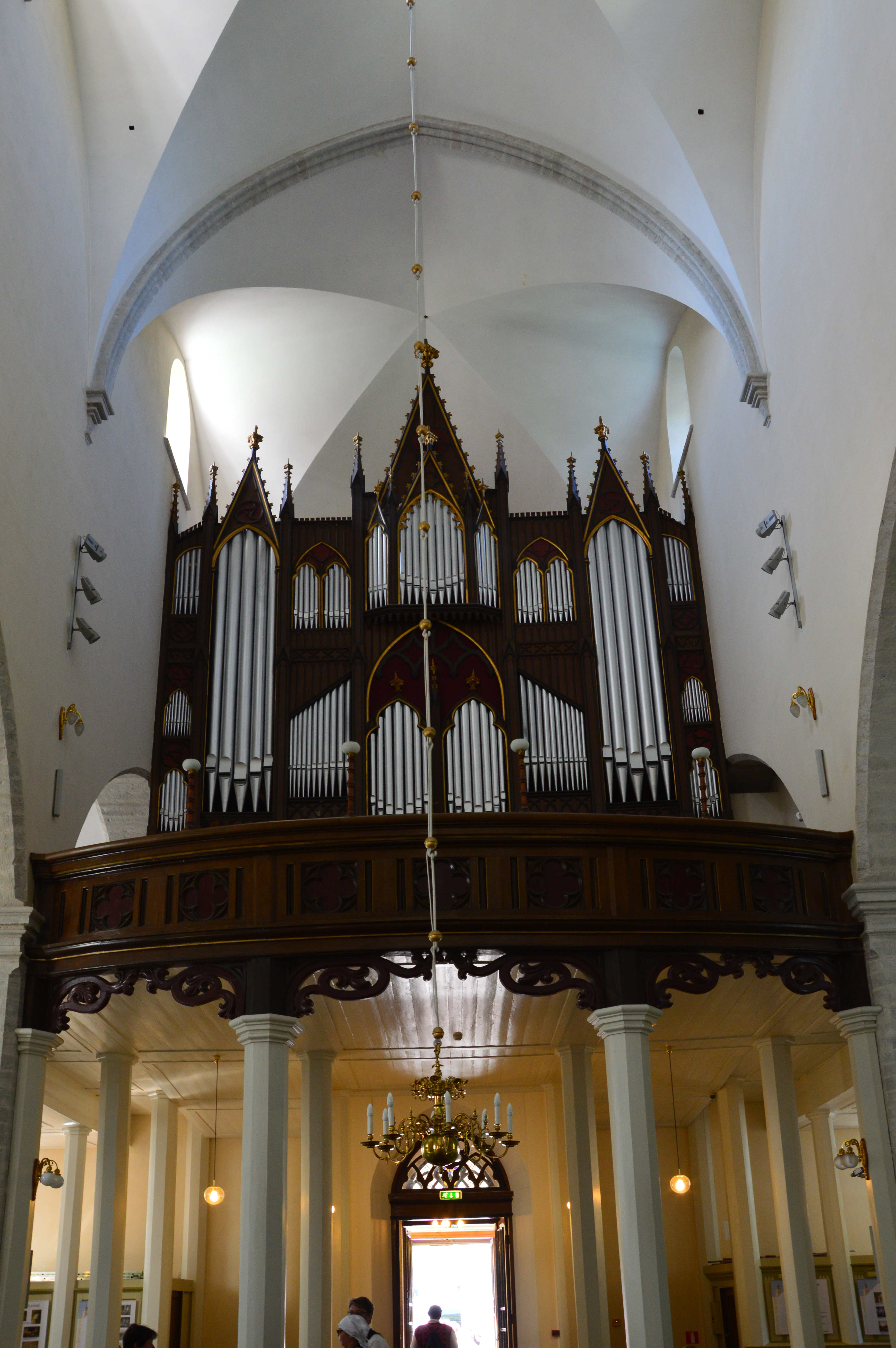

Der dunkel gehaltene Altar ist ein Werk des Meisters F. Kühne. Das Altarretabel „Christus am Kreuz“ aus dem Jahr 1867 stammt von dem Petersburger Maler Karl Gottlieb Wenig (1830–1894). Die Kanzel ist eine Meisterarbeit von G. J. Moikow. Sie wird von einem Schalldeckel des Schnitzermeisters F. Sporleder gekrönt.
Die modernen Glasfenster der Johanniskirche sind ein Werk der estnischen Künstlerin Eva-Aet Jänes (* 1942).

### Orgel
Die erste Orgel der Kirche stammte von dem estnischen Orgelbauer Gustav Normann. Sie wurde zwischen 1911 und 1913 von dem Orgelmeister August Terkmann vollständig umgestaltet und mit einer pneumatischen Traktur versehen. Von 2005 bis 2009 wurde sie von dem ostfriesischen Orgelbaumeister Martin ter Haseborg umfassend renoviert. Von Martin ter Haseborg stammt auch die neue Orgel im Chorraum. Das Kegelladen-Instrument hat 66 Register, darunter etliche Transmissionen und extendierte Register, auf vier Manualwerken und Pedal. Die Spieltrakturen sind elektrisch, die Registertrakturen sind elektropneumatisch.
| I Hauptwerk C–c4 |                        |         |
| 01.              | Principal              | 16′     |
| 02.              | Bordun                 | 16′     |
| 03.              | Principal (Ext. Nr. 1) | 08′     |
| 04.              | Doppelflöte            | 08′     |
| 05.              | Wienerflöte            | 08′     |
| 06.              | Viola di Gamba         | 08′     |
| 07.              | Gemshorn               | 08′     |
| 08.              | Grossquinte            | 05 1⁄3′ |
| 09.              | Octave                 | 04′     |
| 10.              | Traversflöte           | 04′     |
| 11.              | Quinte                 | 02 ⁄3′  |
| 12.              | Octave                 | 02′     |
| 13.              | Grossmixtur IV-VI      |         |
| 14.              | Scharff III            |         |
| 15.              | Trompete               | 08′     |

| II Schwellwerk C–c4 |                            |        |
| 16.                 | Salicional                 | 16′    |
| 17.                 | Gedackt (= Nr. 35)         | 16′    |
| 18.                 | Principal                  | 08′    |
| 19.                 | Geigenprincipal (= Nr. 36) | 08′    |
| 20.                 | Konzertflöte               | 08′    |
| 21.                 | Flauto (= Nr. 38)          | 08′    |
| 22.                 | Gedackt (= Nr. 37)         | 08′    |
| 23.                 | Quintatön                  | 08′    |
| 24.                 | Viola d’Amour              | 08′    |
| 25.                 | Violine (= Nr. 39)         | 08′    |
| 26.                 | Salicional (= Nr. 40)      | 08′    |
| 27.                 | Geigenprincipal            | 04′    |
| 28.                 | Fugara (= Nr. 42)          | 04′    |
| 29.                 | Flauto Dolce (= Nr. 43)    | 04′    |
| 30.                 | Quinte                     | 02 ⁄3′ |
| 31.                 | Waldflöte (= Nr. 44)       | 02′    |
| 32.                 | Cornett III-IV (= Nr. 45)  |        |
| 33.                 | Mixtur V                   | 02 ⁄3′ |
| 34.                 | Oboe (= Nr. 46)            | 08′    |

| III Schwellwerk C–c4 |                       |     |
| 35.                  | Lieblich Gedackt      | 16′ |
| 36.                  | Geigenprincipal       | 08′ |
| 37.                  | Gedackt               | 08′ |
| 38.                  | Flauto Amabile        | 08′ |
| 39.                  | Echo-Gamba            | 08′ |
| 40.                  | Salicional            | 08′ |
| 41.                  | Vox Coelestis (ab c0) | 08′ |
| 42.                  | Fugara                | 04′ |
| 43.                  | Flauto Dolce          | 04′ |
| 44.                  | Waldflöte             | 02′ |
| 45.                  | Cornett III-IV        |     |
| 46.                  | Oboe                  | 08′ |

| IV Fernwerk C–c4 |                         |     |
| 47.              | Gedackt (Ext. Nr. 49)   | 16′ |
| 48.              | Hohlflöte               | 08′ |
| 49.              | Lieblich Gedackt        | 08′ |
| 50.              | Viola                   | 08′ |
| 51.              | Rohrflöte (Ext. Nr. 48) | 04′ |
| 52.              | Viola (Ext. Nr. 50)     | 04′ |
| 53.              | Clarinette              | 08′ |

| Pedalwerk C–f1 |                        |     |
| 54.            | Principal              | 32′ |
| 55.            | Principal              | 16′ |
| 56.            | Violonbass             | 16′ |
| 57.            | Subbass                | 16′ |
| 58.            | Salicetbass (= Nr. 16) | 16′ |
| 59.            | Gedacktbass (= Nr. 35) | 16′ |
| 60.            | Octave (= Nr. 3)       | 08′ |
| 61.            | Flauto (= Nr. 38)      | 08′ |
| 62.            | Cello (= Nr. 6)        | 08′ |
| 63.            | Salicional (= Nr. 40)  | 08′ |
| 64.            | Principal              | 04′ |
| 65.            | Posaune                | 16′ |
| 66.            | Fagott                 | 08′ |

## Freiheitsplatz
Wenig glücklich war der Verlauf der städtebaulichen Einbindung der Kirche. Der Freiheitsplatz erhielt sein heutiges Aussehen in den 1930er Jahren. Dort dominieren Elemente des Funktionalismus und des Art déco. Die neogotische Johanniskirche wirkt daneben fehl am Platze.
In den 1930er und 1950er Jahre gab es immer wieder Pläne, die Kirche abzureißen, da sie architektonisch inzwischen einen Fremdkörper bildete. Die Vorhaben wurden allerdings nie verwirklicht.